# Luigi Boccherini
Luigi Boccherini (Lucca, 19. veljače 1743. – Madrid, 28. svibnja 1805.), talijanski skladatelj i virtuoz na violončelu. 
Koncertirao je po Austriji i Francuskoj, od 1785. dvorski skladatelj u Madridu. Ostavio više od 300 djela – oratorija, misa, kantata, jednu operu, 20-ak simfonija, 10 koncerata za violončelo, 90 gudačkih kvarteta (iz kvarteta op. 13 br. 5 je znameniti Menuet), više od 100 gudačkih kvinteta, 66 gudačkih i 12 klavirskih trija.
Glavni je predstavnik talijanske klasične komorne glazbe. Skladao je oko 300 djela, pretežno instrumentalnih (simfonije, sonate koncerti, gudački kvartet, gudački trio). Živio je u razdoblju klasicizma. Pridonio je izgrađivanju klasičnoga gudačkoga kvarteta, a uveo je u komornu glazbu sastav gudačkog kvinteta. Boccherini je prvi skladatelj koji je napisao virtuozna djela za violončelo. Pred kraj života živio je vrlo teško i umro je kao puki siromah. 

## Životopis
Svi izvori iz kojih se mogu crpsti podaci o Boccherinijevu karakteru ističu njegovo poštenje, skromnost, strpljivost i blagost. Usprkos naklonosti kraljeva i kneževa, i unatoč velikim uspjesima, što ih je postizao kao virtuoz s izrazitim umjetnički proživljenim sviranjem i kao popularni skladatelj, nije znao unovčiti svoju rijetku darovitost, te je umro kao puki siromah. Već prvi njegovi radovi otkrivaju snažnu umjetničku individualnost i izvornost, koja se nije oslanjala na neke odredene uzore, pogotovo ne na njegove neposredne prethodnike. Osobite zasluge Boccherini je stekao kao glavni predstavnik dramatičnog stila u instrumentalnoj glazbi, te je, neovisno od drugih skladatelja, svojega vremena, pridonio razvoju novije glazbe.
Dovoljno je spomenuti da je put do gudačkog kvarteta Boccherini našao mimo Haydna, a da je gudački kvintet tipično njegova tvorevina, koja je snažno utjecala na Mozarta. U svojim djelima kojih je ostavio više od četiri stotine, Boccherini je povezao galantnu melodiku adagia i menueta s fino izrađenim i originalnim figuracijama.
Glavna obilježja njegove glazbe su jednostavnost, pjevnost i ljupkost, kroz koje se često probija melankoličan prizvuk svojstven prijelazu u 19. stoljeće. Treba međutim naglasiti da se u njegovim skladbama susreću i stranice prožete snažnim zanosom i strastvenim izražajem, što znatno utječe na dojam cjeline. Nakon smrti, njegova su djela ubrzo zaboravljena, ali upravo naše vrijeme iznova je otkrilo Boccherinijevu umjetnost te se njegove skladbe (posebno Koncert za violončelo i orkestar) često susreću na koncertnom programu.

## Vanjske poveznice
Boccherini, Luigi Hrvatska enciklopedija. LZMK (životopis)